# Sultanato de Ifate
O Sultanato de Ifate foi um estado muçulmano medieval somali localizado no corno da África. Liderado pela dinastia Ualasma, estava centrado em Zeilá. No seu auge, controlava partes do que hoje pertence à Etiópia, Jibuti e norte da Somália.

## Sultões de Ifate
|    | Nome do Sultão               | Reinado     | Notas |
| -- | ---------------------------- | ----------- | --- |
| 1  | Omar DuniaHuz                | 1185 - 1228 | Fundador da Dinastia Uaslama conhecido como Adunio ou Uilinuili |
| 2  | Ali Baziui Omar              | 1228 - 12?? | Filho de Omar DuniaHuz |
| 3  | Haquedim Omar                | 12?? - 12?? | Filho de Omar DuniaHuz |
| 4  | Huceine Omar                 | 12?? - 12?? | Filho de Omar DuniaHuz |
| 5  | Naceradim Omar               | 12?? - 12?? | Filho de Omar DuniaHuz |
| 6  | Almançor Ali                 | 12?? - 12?? | Filho de Ali Baziui Omar |
| 7  | Jameladim Ali                | 12?? - 12?? | Filho de Ali Baziui Omar |
| 8  | Abude Jameladim              | 12?? - 12?? | Filho de Jameladim Ali |
| 9  | Zuber Abude                  | 12?? - 13?? | Filho de Abude Jameladim |
| 10 | Laila Abude                  | 13?? - 13?? | Filha de Abude Jameladim |
| 11 | Haquedim Naui (Haquedim I)   | 13?? - 1328 | Filho de Naiu Almançor, Neto de Almançor Ali |
| 12 | Sabredim Naui (Sabredim I)   | 1328 - 1332 | Filho de Naiu Almançor, deposto pelo Imperador Ámeda-Sion I da Abissínia, que colocou em seu lugar seu irmão Jameladim como vassalo.                                               |
| 13 | Jameladim Naui               | 1332 - 13?? | Filho de Naui Almançor, vassalo de Ámeda-Sion |
| 14 | Naceradim Naui               | 13?? - 13?? | Filho de Naui Almançor, vassalo de Ámeda-Sion |
| 15 | Ali ibne Sabredim            | 13?? - 13?? | Filho de Sabredim Naui, se rebelou contra o Imperador Saífa Arade após a morte de Ámeda-Sion, mas esta falhou e foi substituído por seu irmão Amade ibne Ali                       |
| 16 | Amade ibne Ali               | 13?? - 13?? | Filho de Ali ibne Sabredim, aceitou o papel de vassalo e dissolveu a rebelião contra Saífa Arade, sendo por isso posteriormente considerado traidor pelos historiadores muçulmanos |
| 17 | Haquedim Amade (Haquedim II) | 13?? - 1374 | Filho de Amade ibne Ali |
| 18 | Sabredim Amade (Sabredim II) | 1374 - 1403 | Filho de Amade ibne Ali, morto durante a invasão abissínia a Ifate efetuada por Isaque I                                                                                           |